# Jabal Al Harim
Jabal Al Harim (Arabisch: جبل حارم) is een berg in het Hajar-gebergte in het noorden van Oman. Het is het hoogste punt van het gouvernement en schiereiland Musandam.